# Iynefer
Pour son neveu, voir Iynefer II.
Iynefer (i (i) -nfr, « le beau / bon est venu ») est un ancien prince égyptien de la IVe dynastie, fils du pharaon Snéfrou,,. Il est donc un frère de Khéops, et Hétep-Hérès (les deux premiers enfants de Snéfrou et Hétep-Hérès Ire) ainsi que de Néfermaât, Kanefer, Ânkhkhâf, Netjeraperef, Rahotep, Ranefer, Néfertkaou, Néferetnésou, Mérititès Ire, Hénoutsen] (comme lui, enfants de Snéfrou et de sa 2e épouse). 
Son titre était « Fils du roi ».

## Sépulture
Iynefer avait une tombe à Dahchour, et certaines parties de la tombe se trouvent maintenant au Musée égyptien du Caire. Contrairement au souhait des nobles de IIIe dynastie, de nombreux nobles du temps de Snéfrou apparaissent en relief avec un comportement particulièrement jeune et agréable, et Iynefer est l'un d'entre eux.